# SECG
Standards for Efficient Cryptography Group (SECG) 
は、暗号分野において1998年にCerticom社（同社は2009年にリサーチ・イン・モーションに買収された）によって設立された国際コンソーシアムである。このグループは、効率的かつ相互運用可能な楕円曲線暗号 (ECC) に基づく暗号のための商用的な標準化を開発するために存在している。
コンソーシアムは
- Certicom
- エントラスト
- 富士通
- アメリカ国立標準技術研究所
- Pitney Bowes（英語版）
- ユニシス
- Visa

などが会員となっている。